# Mauro Godoy-Villalobos
Mauro Godoy-Villalobos, född 7 april 1967, är en svensk tonsättare och gitarrist. Hans verk har framförts av bland andra Radiokören, Pärlor för svin och Georg Gulyas.
Godoy-Villalobos föddes i Santiago, Chile 1967. Han började sin karriär som gitarrstuderande vid musikkonservatoriet ”Civica scuola di música” i Milano, och studerade sedan vid Gotlands Tonsättarskola för Henrik Strindberg, Per Mårtensson och Johan Hammerth. Godoy-Villalobos är verksam som tonsättare och gitarrist samt som gitarrlärare på kulturskolan i Stockholm.
Godoy-Villalobos är också verksam som gitarrist i "Ensemble Toque" där repertoaren till största del består av hans egen musik. Gruppen består förutom honom av Benedikte Weinreich (piano) och Anders Modigh (cello). Han valdes in som medlem i Föreningen svenska tonsättare 2009.

## Priser och utmärkelser
- 2014 – International Call for Scores Invisible Cities Project, Napoli
- 2014 – International Call for Scores Spaziomusica Ricerca, Cagliari
- 2014 –International Call for Composers conDiT, Buenos Aires
- 2015 – Första pris: CGSV International Composition Competition "Homage to Heitor Villa-Lobos", Melbourne
- 2015 – Första pris:  "ANAWEN" för gitarr och stråkkvartett  Claxica 2015 International Composition Competition, Bologna
- 2016 – Första pris:  MOZART ON..COMPETITION international Composition Competition, Osaka, Japan

## Verk (urval)

### Kammarmusik
- Un café con Astor för 2 gitarrer - Duo Pace,Polli,Capelli (Ita)
- Fata Morgan för blockflöjt, saxofon & slagverk - Trio Nebula (Nd)
- Imagen sin tiempo - Ensemble Mise-En  (Usa)
- Landscapes för 4 gitarrer - Tetraktys (Mex)
- Tres Imagenes för cello och gitarr - Duo Vitare (Fin)
- Anawen för gitarr och stråkkvartett - (Ita)
- Versus för ensmble - conDIT-Ensemble - (Arg)
- Para tres för cello, gitarr och piano
- Just a Minute för 2 pianon
- T.a.n.g.o. för flöjt, violin, cello och piano (uruppfört av Pärlor för svin)
- Quartetto quasi una passacaglia för klarinett, violin, cello och piano
- Fuga de noche för 2 violiner,viola, cello, kontrabas och gitarr
- Tango de noche för 2 violiner ,viola, cello, kontrabas och gitarr
- El mar moja för 5 celli
- Intro för cello, gitarr och piano
- La canción de Inga för bandoneon, cello, slagverk, gitarr och piano
- Duo för gitarr och piano
- Jeux för sopransaxofon och piano
- 12 Pasos en direccion desconocida
- Contrapuntango för ensemble
- Intro y tonada för ensemble
- Tarde fatal för pianotrio

### Körverk
- Zamzam   text: Anne Sörman
- Soneto de amor  text: Pablo Neruda (uruppförd av Radiokören)
- Causas y azares

### Orkestermusik
- Double Concerto No 1 (Katowice, Poland)
- MOOD för stråkorkester - Muisca Vitae (Växjö)
- Nexo I
- Nexo II - Radiosymfonikerna , - Berwaldhallen
- Toque för symfoniorkester (uruppfört av Nordiska Ungdomsorkestern, dirigent Stefan Solyom)
- Vientos  för blåsorkester
- Pacifico för stråkorkester
- Cajas för kammarorkester
- Direction and Sounds för kammarorkester
- Fanfar för orgel och orkester (uruppfört av Lars-Gunnar Sommarbäck (orgel), orkester, dirigent David Åberg)
- Concierto juvenil (uruppfört av SUSO och High-Valley Unplugged, dirigent Glenn Mossop)
- Qualia (skrivet till Georg Gulyás och orkester)

### Solostycken
- Si.lo siento
- Hommage a H.Villa-Lobos
- Danza No II
- Dos piezas para guitarra – Zambas för gitarr
- Alivio för gitarr (uruppförd av Jim Nilsson)
- Reflections för gitarr
- Déjà vu för ärkeluta
- Inas vaggvisa för gitarr (uruppförd av Georg Gulyás)

### Dramatisk musik
- Smycket av Guy de Maupassant